# Kathedraal van Saint Paul
De Kathedraal van Saint Paul (Engels: Cathedral of Saint Paul) is een rooms-katholieke kathedraal in de stad Saint Paul, in de Amerikaanse staat Minnesota. Het is de cokathedraal van het aartsbisdom Saint Paul en Minneapolis samen met de Basiliek van de Heilige Maria in Minneapolis. De kathedraal is gelegen op een heuvel ten westen van de binnenstad.

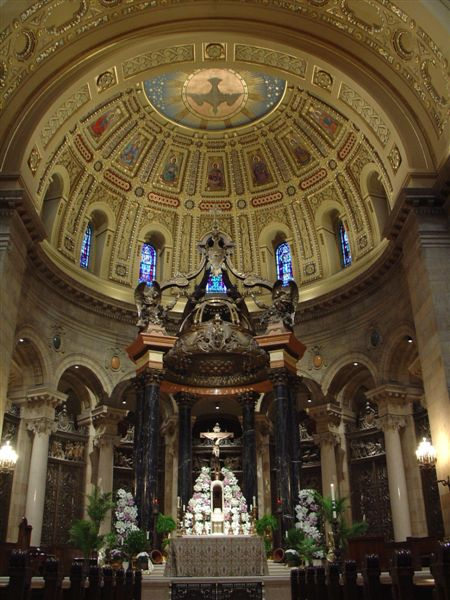
Interieur van de kathedraal

## Geschiedenis
Aartsbisschop John Ireland besloot in 1904 dat er een nieuwe kathedraal gebouwd moest worden in Saint Paul. Het beaux-artsontwerp was afkomstig van de Franse architect Emmanuel Louis Masqueray. De hoeksteen werd op 2 juni 1907 gelegd en de eerste mis kon in 1915 worden opgedragen. De werkzaamheden aan het interieur zouden pas na enkele decennia worden afgerond, waarna de kerk in 1958 werd ingewijd door aartsbisschop William O. Brady. De kathedraal werd in 1974 opgenomen in het National Register of Historic Places.
De Kathedraal van Saint Paul werd op 25 maart 2009 door de Amerikaanse bisschoppenconferentie verheven tot het Nationaal Heiligdom van de Apostel Paulus (National Shrine of the Apostle Paul).